# Pfeffingen (Albstadt)
Pfeffingen ist ein Stadtteil von Albstadt im Zollernalbkreis in Baden-Württemberg. Es liegt auf der Schwäbischen Alb, etwa auf halbem Weg zwischen Stuttgart und dem Bodensee.

## Geographie

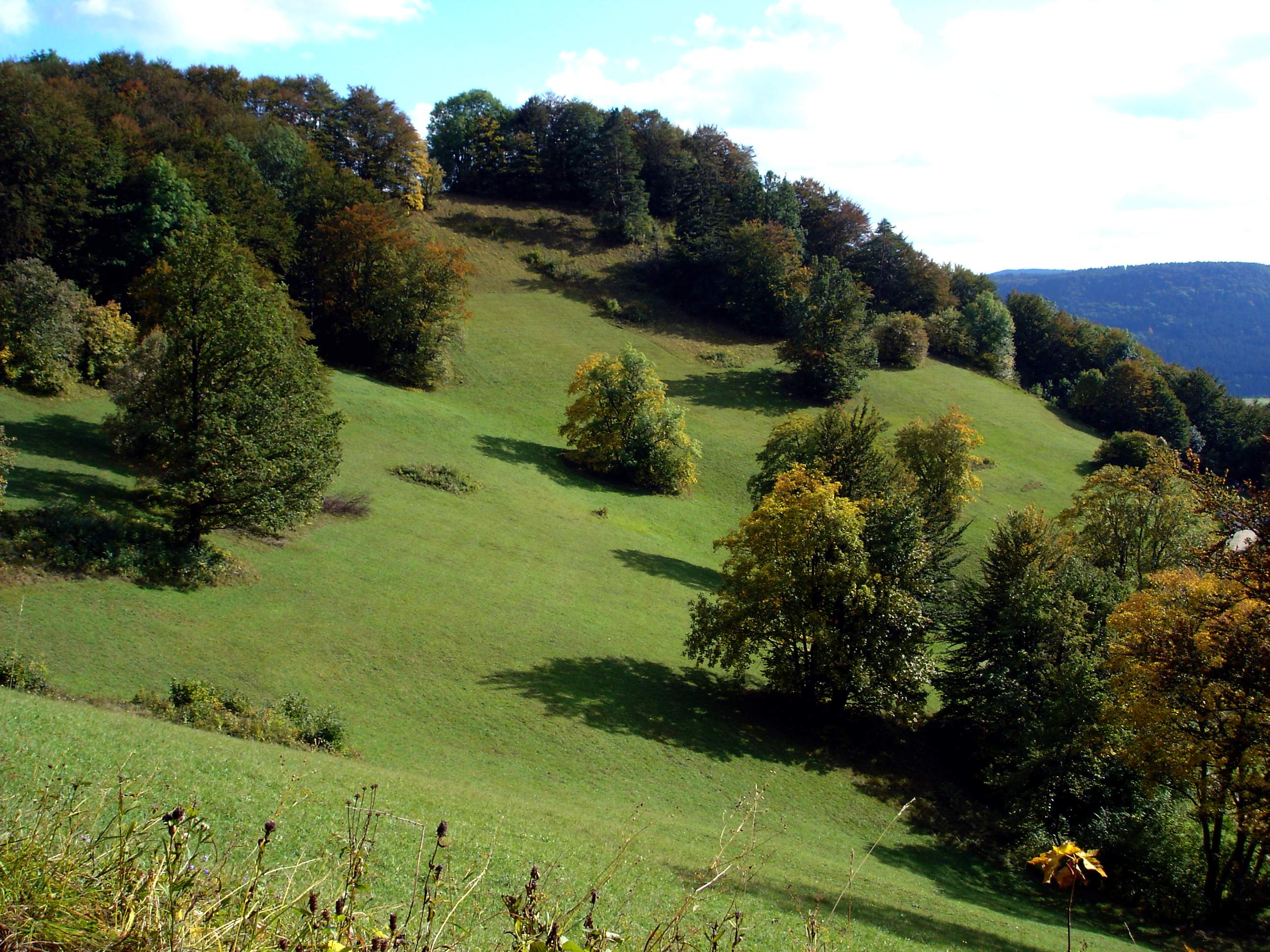
Blick vom Irrenberg

### Geographische Lage
Pfeffingen liegt in 764 m Höhe, eingebettet in mehrere kleine Seitentäler am Ursprung der Eyach auf der Schwäbischen Alb. Auch heute noch wird intensive Schafzucht betrieben, charakteristisch für die Schwäbische Alb und nicht selten trifft man rund um Pfeffingen auf große Schafsherden. Die Landschaft wird durch zahlreiche Naturschutzgebiete bewahrt und durch meist ehrenamtlichen Helfer gepflegt, wie zum Beispiel das Naturschutzgebiet Irrenberg-Hundsrücken nördlich von Pfeffingen.
Östlich angrenzender Stadtteil ist Tailfingen, im Süden liegt Margrethausen und im Westen Burgfelden.

### Geologie
Pfeffingen befindet sich im Eyachtal zwischen dem Heersberg, der Hornau und dem Auchtberg. Der ammonitenreiche Pfeffinger Bereich der Schwäbischen Alb wurde als Global Stratotype Section and Point (GSSP) für das Callovium (Mitteljura) vorgeschlagen wegen seiner vollständigen und kontinuierlichen Aufeinanderfolge von Ammonitenzonen und -subzonen aus Oberbathonium und Untercallovium. Biostratigraphische Kennzeichen sind das erste Auftreten der Gattung Kepplerites (Ammonit).

### Gemarkung
Pfeffingen weist eine Gemarkungsfläche von 1343 Hektar aus. Es gibt auch räumlich getrennte Wohnstätten mit eigenem Namen, die jedoch meist nur wenige Einwohner haben oder Wohngebiete mit eigenem Namen, deren Bezeichnungen sich im Laufe der Bebauung ergeben haben und deren Grenzen meist nicht genau festgelegt sind. Zu denen gehören in Pfeffingen der Brechetsteighof, Roschbach und der Zitterhof.

## Geschichte

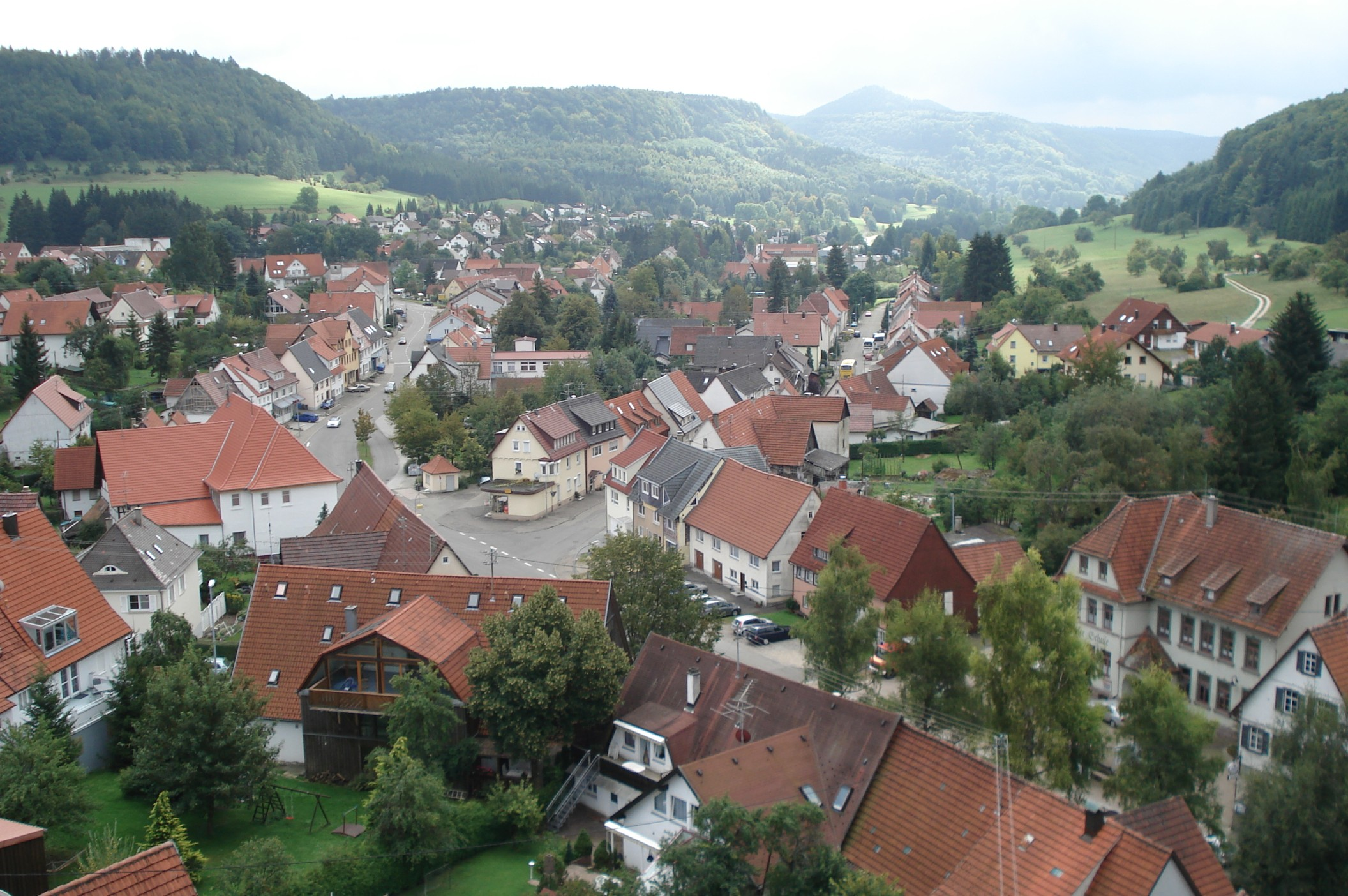
Pfeffingen

### Frühgeschichte
Durch Rückschlüsse von Funden aus der älteren Eisenzeit könnte die erste Besiedelung dieser Gegend um etwa 700 v. Chr. stattgefunden haben. 790 gehörte Pfeffingen zur Scherragrafschaft. Urkundlich erwähnt wurde der Ort zum ersten Male in einer Urkunde des Klosters St. Gallen im Jahre 793 als Faffinga, als Graf Berthold die Besitztümer Pfeffingens dem Kloster schenkt. Das Kloster St. Gallen bezog bis 1320 einen Zins aus der Gemeinde. Der Ort selbst ist eine alemannische Gründung, so wie alle Wohnstätten, die auf -ingen enden.
Der erste Bestandteil des Ortsnamens gibt meist den Anführer oder Gründer der Besiedlung an. So bedeutet Pfeffingen: zu den Leuten des Paffo oder Faffo gehörend.

### Mittelalter
Am 3. November 1403 kam Pfeffingen zu Württemberg und wurde dem Amt in Balingen zugeordnet. 1525 nahmen Pfeffinger und Dürrwanger Bauern im Bauernkrieg an der Belagerung der benachbarten Schalksburg teil. Die Schalksburg wurde dabei geplündert und die Stadt Balingen geriet unter die Kontrolle der Bauern von Pfeffingen. Herzog Ulrich von Württemberg führte 1534 in seinem Territorium (und damit auch in Pfeffingen) die Reformation durch; seither ist Pfeffingen evangelisch.

### Industrialisierung

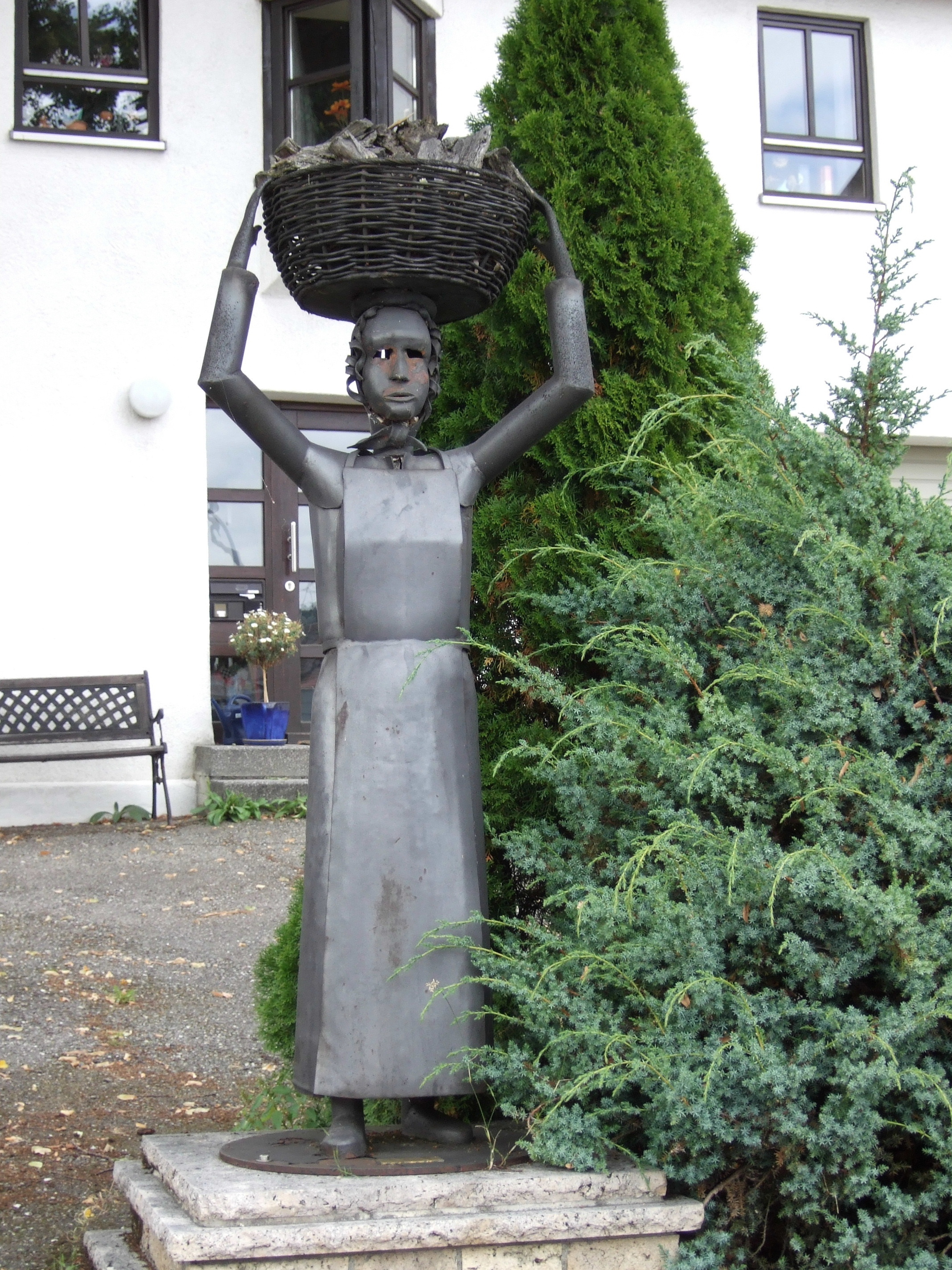
Figur des Keaweibs

Pfeffingen im Jahre 1890 (Blick von Norden her) mit altem Kirchturm

Im 18. Jahrhundert wurde vermehrt Kohle gebrannt und Kienspan aus Tannenwurzeln gewonnen. Der eifrige Handel mit den harzreichen Kienspänen brachte den Pfeffingern den Namen Kea-Länder ein, der bis heute für die Pfeffinger und die umliegenden Gemeinden ein Begriff ist. Im Dorfzentrum steht deshalb auch eine Statue, das Keaweib, eine Frau, die in einem Korb die Kienspäne zum Markt nach Ebingen trägt. Die Statue wurde von der Gemeinde Pfäffingen anlässlich der 1200-Jahr-Feier des Dorfes gespendet. Ab 1806 gehörte der dem Oberamt Balingen unterstellte Ort zum neu errichteten Königreich Württemberg. 1816, im Jahr ohne Sommer, kam es bedingt durch den im April 1815 erfolgten Vulkanausbruch des Tambora von Sumbawa auch in Pfeffingen zu einer totalen Missernte, wobei zwei Drittel des Viehbestands starben. Große soziale Not und Teuerung wurde dabei ausgelöst und zahlreiche Familien wanderten im „Jahr ohne Sommer“ in die Fremde aus. Der kälteste Sommer, der je in Europa registriert wurde, bringt der Gemeinde Pfeffingen, das noch von den Franzosenkriegen geschwächt ist, eine katastrophale Missernte. Das wenige auf den Feldern wird vom früh einsetzenden Winter zerstört und die Menschen backen Brot aus Kleie und Baumrinde, sie aßen Gras und Brennnesseln und eine hohe Sterblichkeitsrate wurde verzeichnet.
1854 legte Christian August Ammann den Grundstein für den Bau des Zitterhofes. Der Fußballclub Pfeffingen wurde 1919 aus der Taufe gehoben.

### Erster und Zweiter Weltkrieg
Im Ersten Weltkrieg hat die Gemeinde Pfeffingen 28 Gefallene und fünf Vermisste zu beklagen. Pfeffingen kam 1934 zum Kreis und 1938 zum Landkreis Balingen. Im Jahre 1943 wurde Pfeffingen von einem schweren Erdbeben erschüttert. Dabei stürzten rund 100 Kamine und zahlreiche Wände ein und der Kirchturm wurde schwer beschädigt.
Im Zweiten Weltkrieg beklagte die Gemeinde Pfeffingen 68 Gefallene und hat 38 Vermisste zu verzeichnen. Nach Kriegsende wurde Pfeffingen von französischen Truppen besetzt.

### Nachkriegszeit
1946/47 wurde am Pfeffinger Skihang eine Sprungschanze fürs Skiweitspringen gebaut.
1950 wurden die Erdbebenschäden aus den Jahren 1943 behoben. Der Kirchturm wurde abgebaut und wieder neu aufgestellt.

### Eingemeindungen
Am 1. Juli 1971 wurde Burgfelden nach Pfeffingen eingemeindet. Am 1. Januar 1975 wurde Pfeffingen (mit dem Ortsteil Burgfelden) im Rahmen der Gemeindereform ein Teil der neu gebildeten Großen Kreisstadt Albstadt.

### Einwohnerentwicklung
| Jahr             | Einwohner ohne Burgfelden | Einwohner mit Burgfelden |
| ---------------- | ------------------------- | ------------------------ |
| 3. November 1403 | 506                       |                          |
| 1648             | 153                       |                          |
| 1854             | 998                       |                          |
| 1871             | 1000                      |                          |
| 1961             | 1436                      | 1666                     |
| 1970             | 1623                      | 1837                     |
| 1971             | 1343                      | 1616                     |

## Religion
- Evangelische Kirchengemeinde
- Evangelisch-methodistische Kirchengemeinde
- Neuapostolische Kirchengemeinde

## Politik

### Ortsvorsteher
- 1975–1999: Gerhard Hils
- 1999–2009: Maria Elisabeth Keppler
- seit 2009: Roland Merz

### Partnerstädte
- Hendschiken (Schweiz): Gemeindepartnerschaft

### Wappen
Die Blasonierung des Wappens von Pfeffingen zeigt unter goldenem Schildhaupt, eine liegende schwarze Hirschstange mit rechtsgerichteter Wurzel, in Schwarz zwei schräggekreuzte goldene Spindeln.
Die Farben und die Hirschstange verweisen auf die Zugehörigkeit von Pfeffingen zum Haus Württemberg. Die Spindeln versinnbildlichen die lokale Textilindustrie. Das Wappen wurde der Gemeinde am 27. November 1949 verliehen.

## Kultur und Sehenswürdigkeiten

### Bauwerke

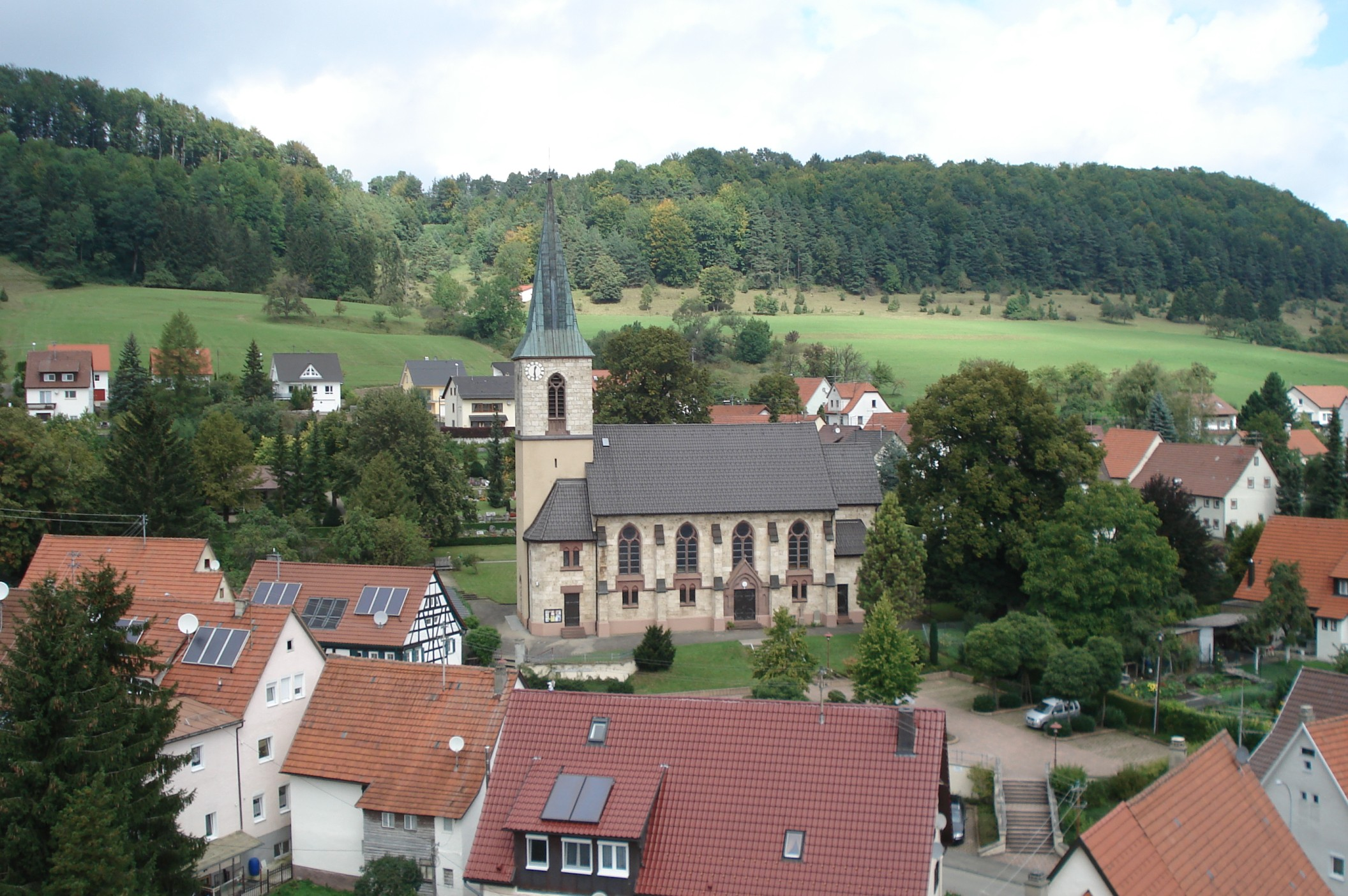
St. Nikolauskirche

- Die alte Kirche St. Nikolaus. Die Nikolauskapelle ist schon seit dem 14. Jahrhundert erwähnt. Sie war zunächst Filiale von Burgfelden. Nach der Reformation wurde sie Sitz der Pfarrei, während Burgfelden Filiale wurde. Weitere Orte der Pfarrei Pfeffingen waren Zillhausen und Streichen. Die alte Kirche wurde 1897/98 durch einen Neubau ersetzt.

Schulhaus um 1900, heute Feuerwehrhaus

In Pfeffingen befinden sich mehrere sehr gut erhaltene Fachwerkbauten, die mehrere hundert Jahre alt sind.
- Vogtshaus
- Alte Mühle Richtung Margrethausen
- Das (heutige) Feuerwehrhaus
- Bleiweißmühle: 1836 siedelte sich im Ort eine Bleiweißmühle an. Die Bleiweißmühle ist der älteste Fabrikbau im Raum Albstadt. Daraus entstand jedoch keine Industrie in großem Stil.
- Das Wagnerhaus
- Die ehemalige Pauluskirche bei der Schönhalde wurde entwidmet und dient seit Sommer 2023 als Ort, in dem für Tierbesitzer eine Abschiedsfeier für ihr verstorbenes Haustier organisiert werden kann.[6]

### Sport
- Der FC 1919 Pfeffingen spielt zurzeit in der Bezirksliga (2024/25).
- Für Wintersportler bietet Pfeffingen einen Skilift mit 300 Metern Länge.

### Regelmäßige Veranstaltungen
- Feier zum 1. Mai mit Maibaum-Schmücken
- Jährliches Feuerwehrfest und Tag der offenen Tür mit historischen Löschübungen
- Im Radsport finden Mitte August alljährlich Frauen-Etappenrennen (Rennrad) in Pfeffingen statt, beginnend am ersten Tag mit einem anspruchsvollen Rundkurs und am nächsten Tag mit einem Einzelzeitfahren auf den Irrenberg.

### Naturdenkmäler

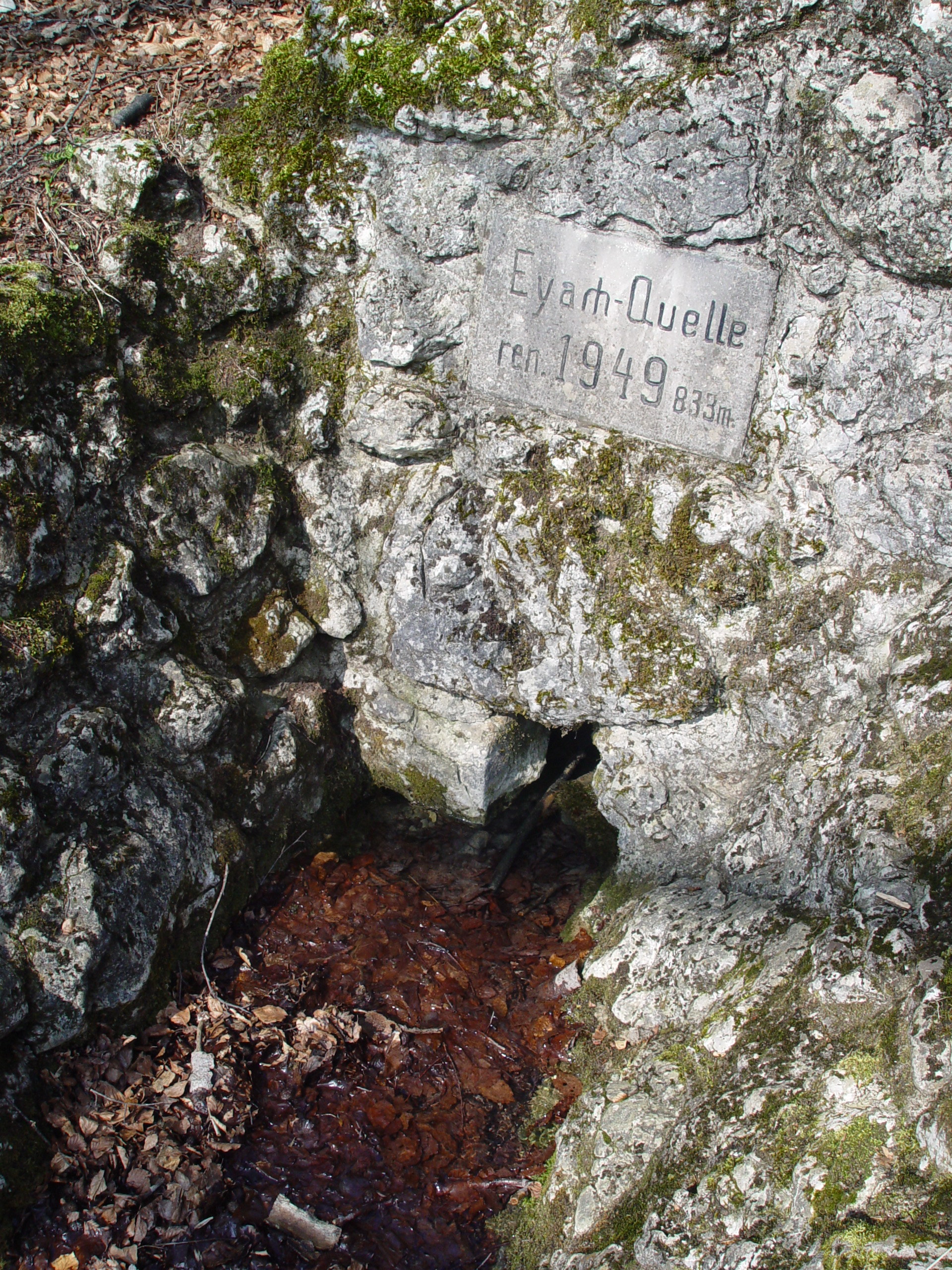
Quelle der Eyach

- Die Quelle der Eyach, die am Ortsrand von Pfeffingen entspringt

## Wirtschaft und Infrastruktur

### Verkehr
Pfeffingen wird von der Landesstraße 442 in westöstlicher Richtung durchquert und ist via der Kreisstraßen K 7151 von Süden her an die Bundesstraße 463 und an die K 7141 von Norden her an Onstmettingen und über den Stich an die Bundesstraße 27 angeschlossen. Ebenso ist Pfeffingen mit einem eigenen Busunternehmen mit mehreren Bushaltestellen erreichbar.

### Öffentliche Einrichtungen
- Die Freiwillige Feuerwehr Albstadt, Abteilung Pfeffingen, sorgt für den Brandschutz und die allgemeine Hilfe seit ihrer Gründung im Jahr 1855. Sie führt eine Einsatzabteilung und ihre Jugendfeuerwehr.
- Der DRK-Ortsverein Pfeffingen führt eine Helfer-vor-Ort-Einsatzgruppe und eine Jugendrotkreuzgruppe. Sein Wirkungsbereich erstreckt sich auf die zur Stadt Albstadt gehörenden Orte Pfeffingen, Burgfelden und Margrethausen sowie auf die zur Stadt Balingen gehörenden Orte Zillhausen und Streichen.
- Die DRK-Rettungshundestaffel Zollernalb wurde 2007 gegründet und wird insbesondere für die Suche von vermissten Personen eingesetzt.

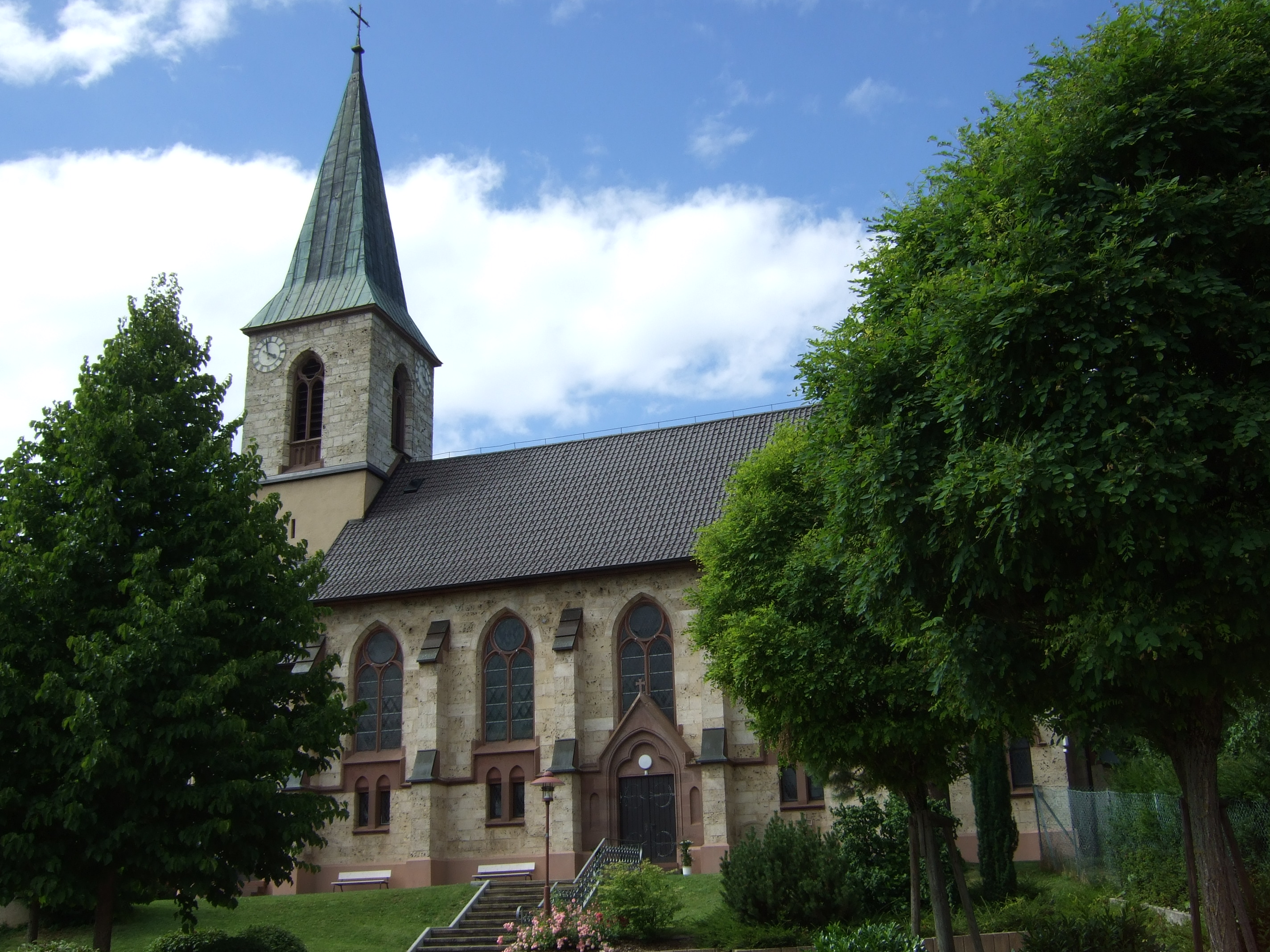
Evangelische St. Nikolauskirche
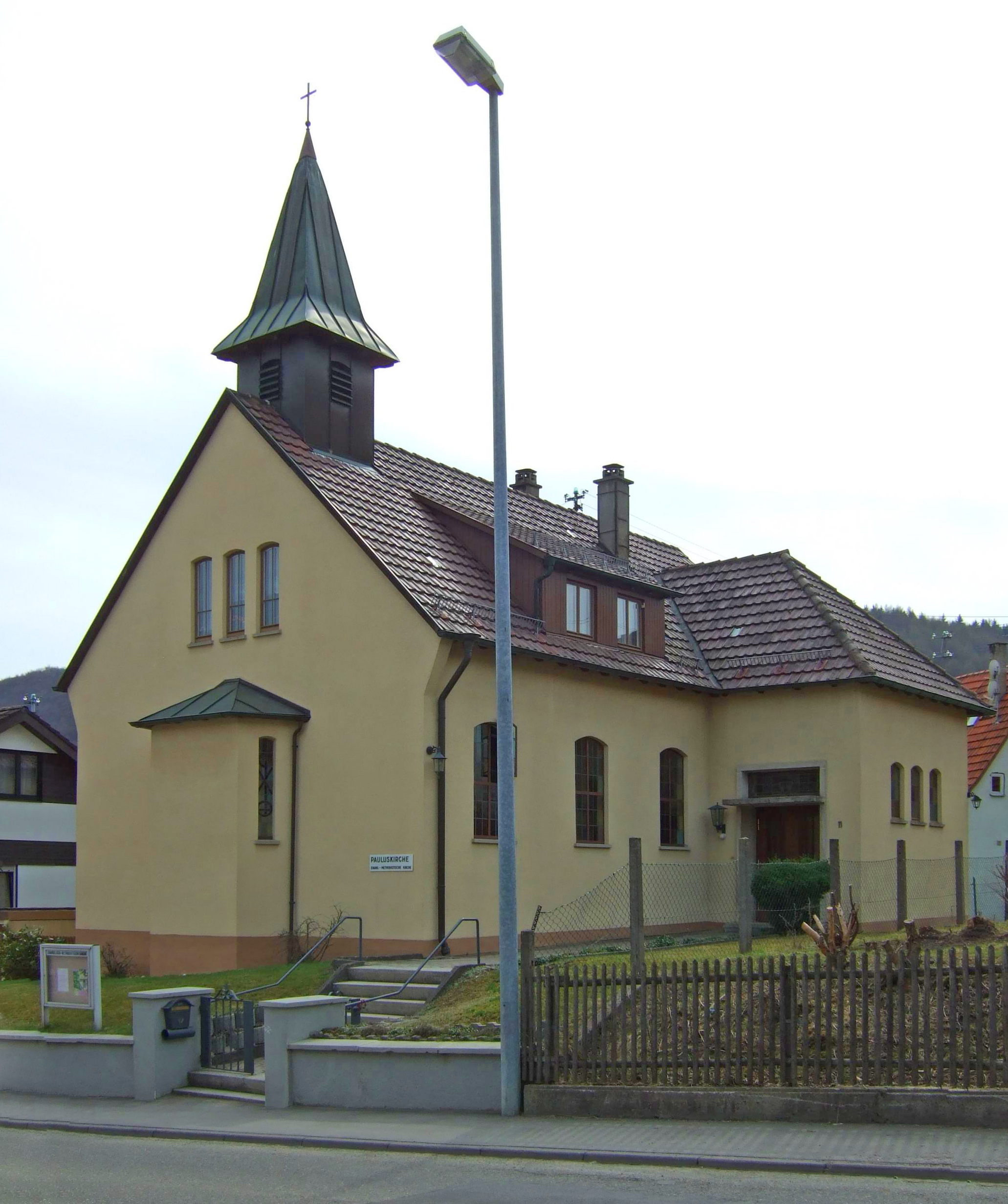
Pauluskirche
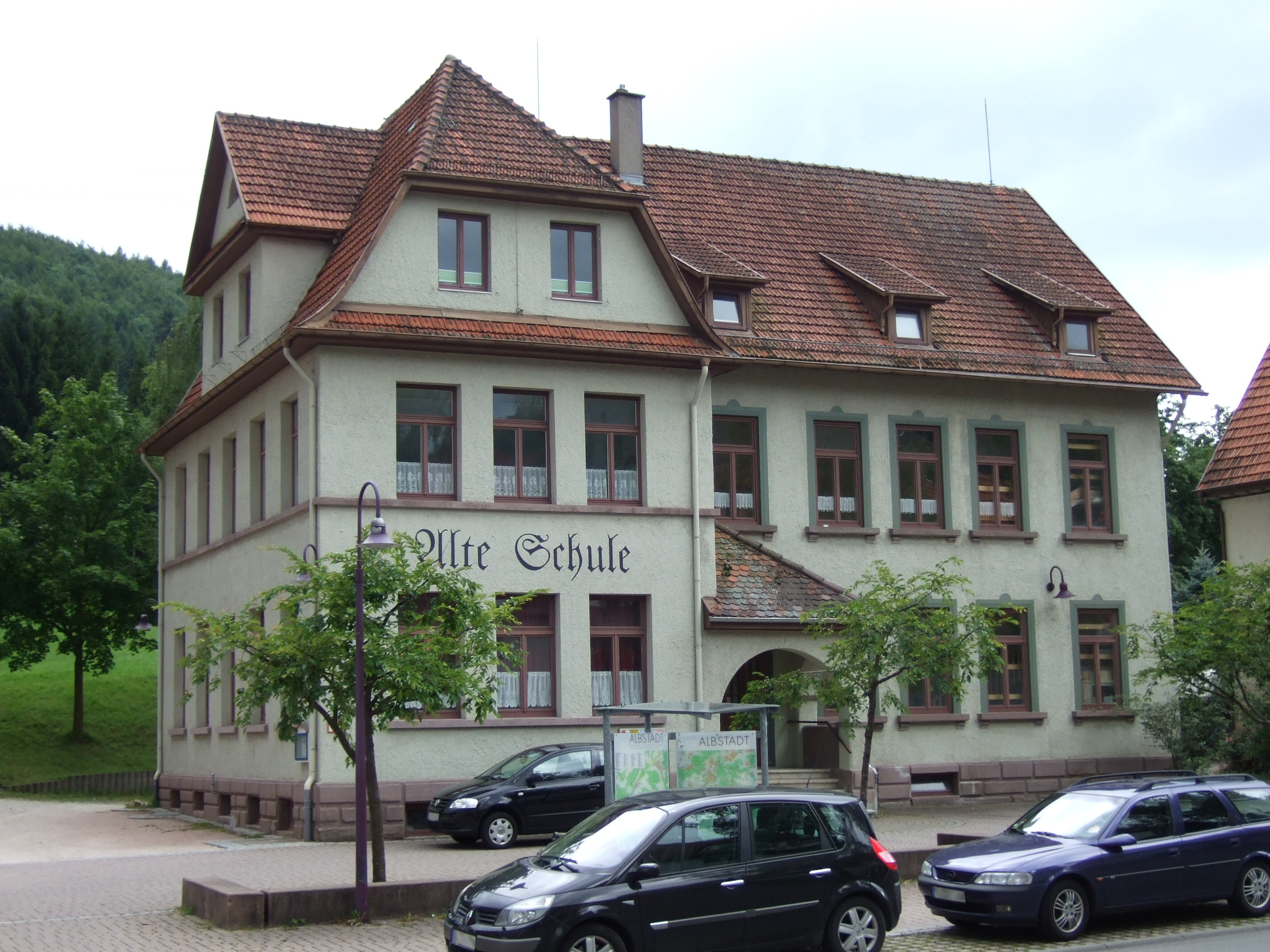
Alte Schule
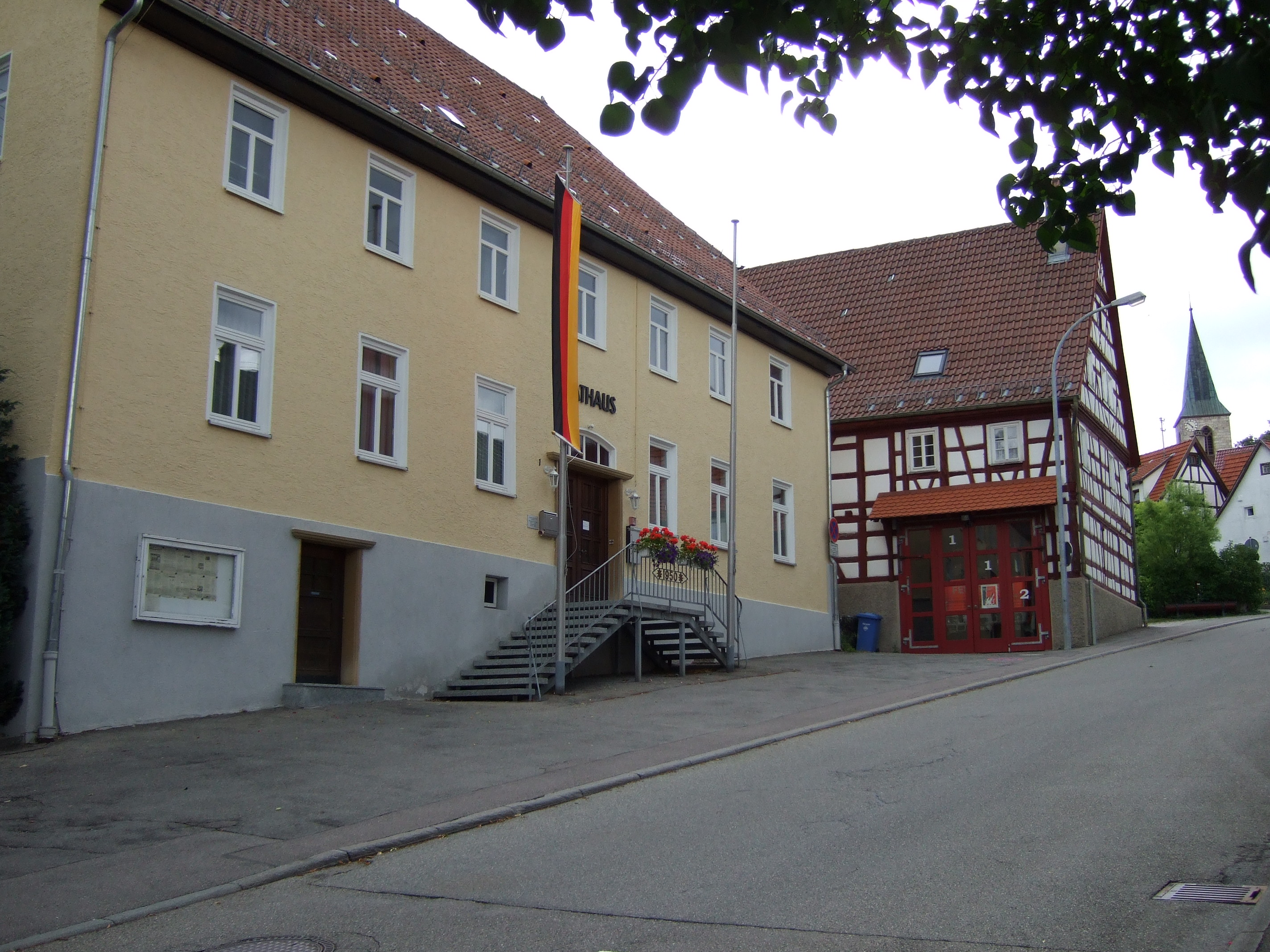
Feuerwehrhaus und Ortsamt
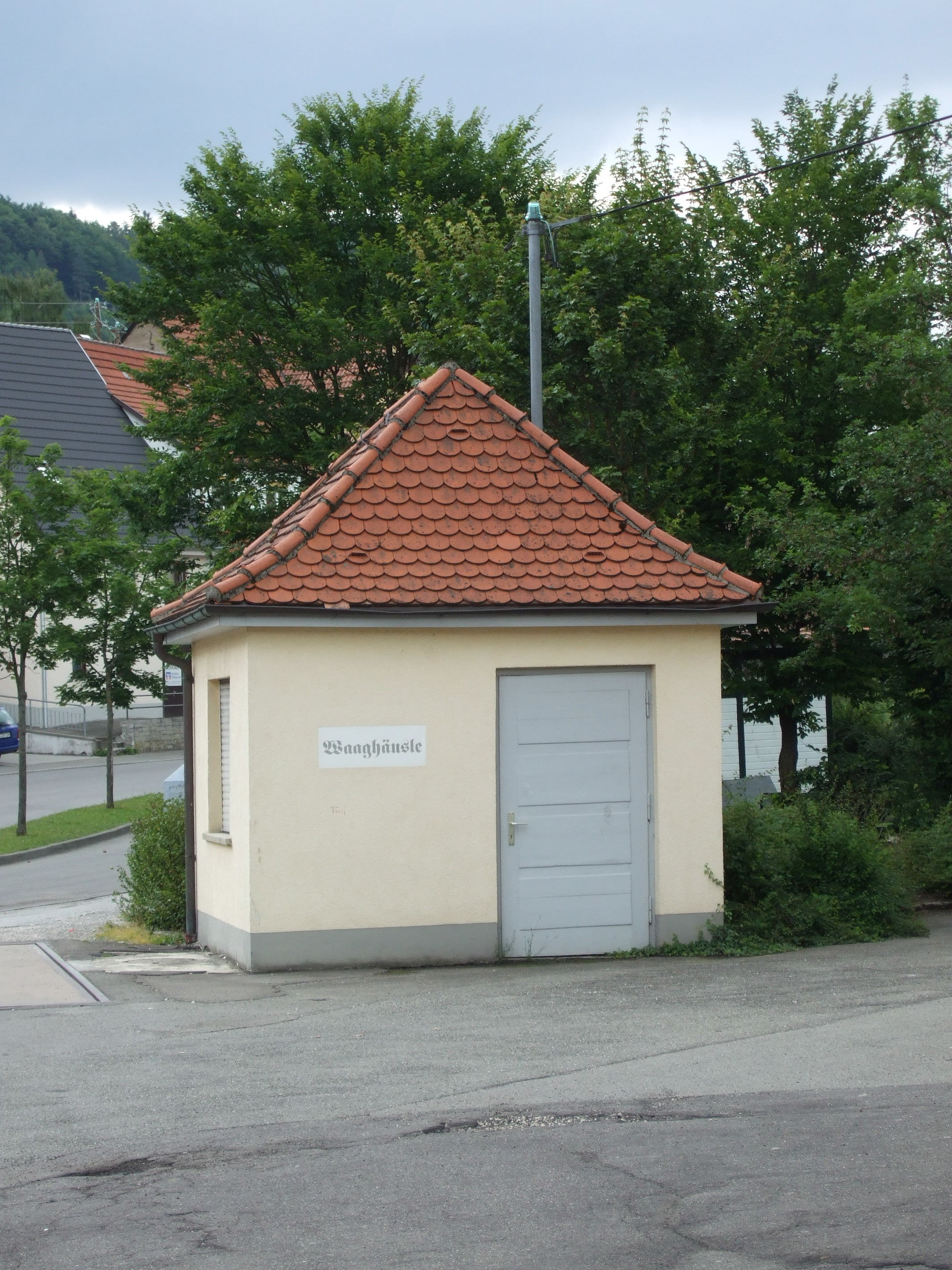
Waaghäusle
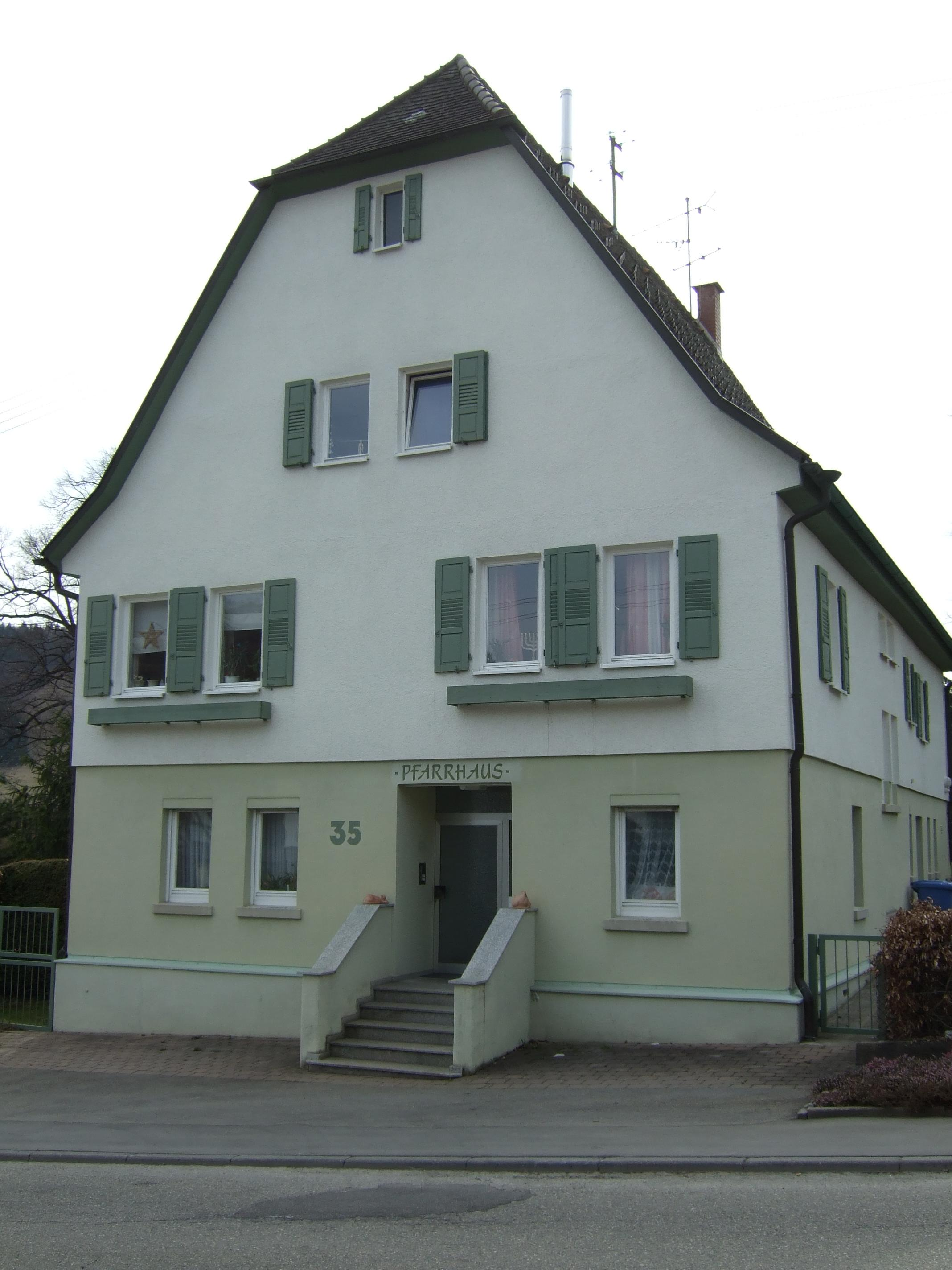
Pfarrhaus
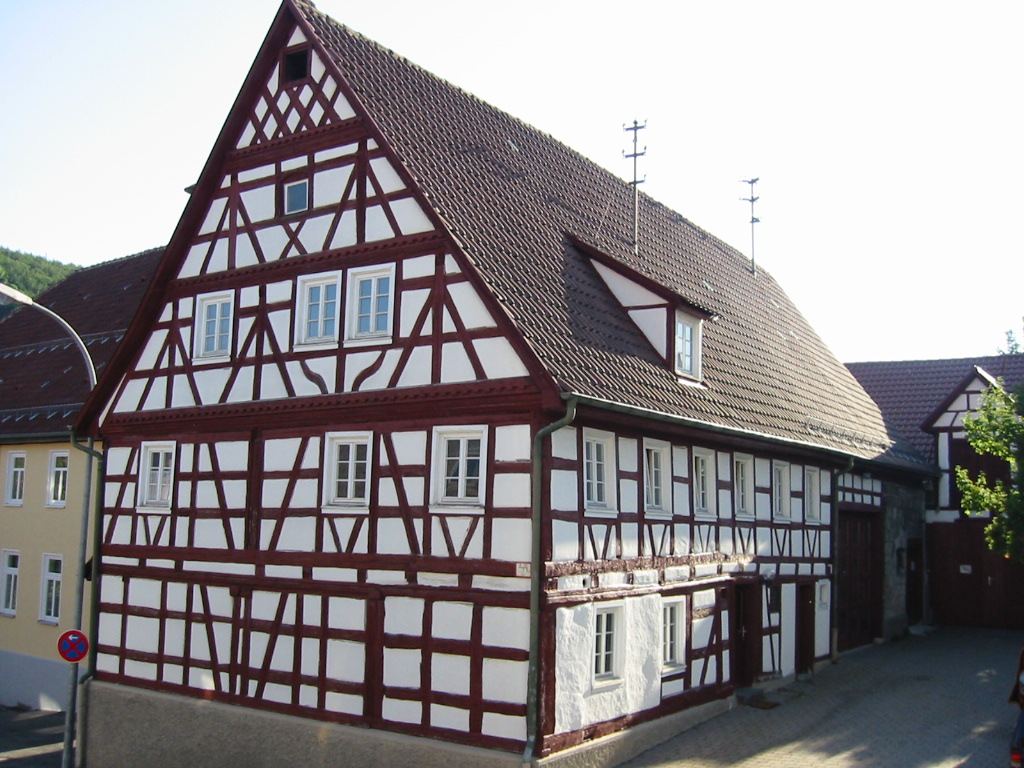
Feuerwehrhaus

### Infrastruktur
Pfeffingen verfügt über einen kleinen Lebensmittel-Laden, einen Friseur, eine Arztpraxis und eine Heilpraktikerpraxis, einen Imbiss und einen Biergarten, einen Tierbestatter, eine Schnapsbrennerei, einen Indoor-Kletterpark und eine Vielzahl von Handwerksbetrieben. Ein Fußballplatz befindet sich am westlichen Ortsausgang.

## Bildung
- Kindergarten An der Eyach, evangelischer Kindergarten
- Grundschule Pfeffingen

## Ehrenbürger
- Eduard Hauber, Pfarrer
- Friedrich Wißmann, Rektor